# La Maison au bout de la rue
Pour plus de détails, voir Fiche technique et Distribution.
La Maison au bout de la rue (House at the End of the Street) est un film d'horreur américano-canadien de Mark Tonderai sorti en 2012. 

## Synopsis
Elissa et sa mère emménagent à Woodshire. Si elles peuvent se le permettre, c'est parce que la maison d'à côté a été le témoin d'un double crime. Les Jacobson ont été assassinés par leur propre fille, 4 ans plus tôt. Seul rescapé, le fils aîné Ryan habite encore les lieux.

## Fiche technique
- Titre original : House at the End of the Street
- Titre français : La Maison au bout de la rue
- Titre québécois : La Maison au bout de la rue
- Réalisation : Mark Tonderai
- Scénario : David Loucka d'après un sujet de Jonathan Mostow
- Direction artistique : Lisa Soper
- Décors : Shane Boucher
- Costumes : Jennifer Stroud
- Photographie : Miroslaw Baszak
- Son : John Douglas Smith
- Montage : Steve Mirkovich et Karen Porter
- Musique : Theo Green
- Production : Peter Block, Hal Lieberman et Aaron Ryder
- Société de production : A Bigger Boat, FilmNation Entertainment, Relativity Media et Zed Filmworks
- Société de distribution :  Relativity Media
- Pays de production :  États-Unis/ Canada
- Langue : Anglais
- Format : Couleurs - 35mm - 2.35:1 - Son Dolby numérique
- Genre : Horreur, thriller
- Durée : 101 minutes
- Dates de sortie : 
  - États-Unis et Canada : 21 septembre 2012
  - France : 21 novembre 2012
- Interdit aux moins de 12 ans lors de sa sortie en salles.

## Distribution
- Jennifer Lawrence (VF : Kelly Marot ; VQ : Catherine Brunet)[1] : Elissa Cassidy
- Elisabeth Shue (VFB : Manuela Servais ; VQ : Johanne Léveillé) : Sarah Cassidy
- Max Thieriot (VFB : Alexandre Crépet ; VQ : Nicolas Bacon) : Ryan Jacobson
- Nolan Gerard Funk (VFB : Pierre Le Bec ; VQ : Martin Watier) : Tyler Reynolds
- Joy Tanner : Mme Reynolds
- Allie MacDonald (VFB : Mélanie Dermont) : Gillian
- Craig Eldridge (VFB : Olivier Cuvellier) : Dan
- Jordan Hayes (VFB : Nancy Philippot) : Carrie-Anne Jacobson
- Gil Bellows (VFB : Philippe Résimont ; VQ : Daniel Picard) : Bill Weaver
- Krista Bridges : Mary Jacobson

## Distinctions

### Nominations et sélections
- Festival international du film fantastique de Gérardmer 2013